# ロバート・ホールドストック
ロバート・ホールドストック（Robert Paul Holdstock、1948年8月2日 - 2009年11月29日 ）は、イギリスの小説家。

## 略歴
1948年、イングランド・ケント生まれ。ウェールズ大学バンガー校で学んだ。
1981年、1984年、1988年、1993年に英国SF協会賞、1985年、1992年に世界幻想文学大賞を受賞した。

## 受賞歴
- 英国SF協会賞
  - 長編部門
    - 1984年（Mythago Wood（『ミサゴの森』に対して）
    - 1988年（Lavondyssに対して）

  - 短編部門
    - 1981年（Mythago Wood（『ミサゴの森』短編版に対して）
    - 1993年（The Ragthorn（ギャリー・キルワース共著に対して）
- 世界幻想文学大賞
  - 長編　1985年（Mythago Wood（『ミサゴの森』に対して）
  - 中編　1992年（The Ragthorn（ギャリー・キルワース共著に対して）

## 主な作品
Ryhope Wood シリーズ
- Mythago Wood（『ミサゴの森』）
- Lavondyss
- The Bone Forest (短編集）
- The Hollowing
- Merlin's Wood
- Gate of Ivory, Gate of Horn
- Avilion

Merlin Codex シリーズ
- Celtika
- The Iron Grail
- The Broken Kings

その他の小説
- Eye Among the Blind
- Earthwind（『アースウインド』）
- Necromancer
- Where Time Winds Blow
- In the Valley of the Statues (短編集)
- The Emerald Forest（『エメラルド・フォレスト』）
- The Fetch (Unknown Regions)
- Ancient Echoes

## 日本語訳された作品
- 『アースウインド』（島岡潤平訳、サンリオ、サンリオSF文庫） 1982年
- 『リードワールド』（葉川弓訳、サンリオ、サンリオSF文庫） 1982年
- 『エメラルド・フォレスト』（黒丸尚訳、新潮社、新潮文庫） 1985年
- 『ミサゴの森』（小尾芙佐訳、角川書店） 1992年